# Assyr Abdulle
Assyr Abdulle (* 19. Januar 1971 in Genf; † 1. September 2021)  war ein Schweizer Mathematiker, der sich mit Numerischer Mathematik befasste.

## Werdegang
Abdulle wurde 2001 an der Universität Genf in Mathematik bei Gerhard Wanner (und Ernst Hairer) promoviert (Chebyshev methods based on orthogonal polynomials). Ausserdem hat er einen Abschluss in Violine und Musik am Konservatorium in Genf (1993). 2001/02 war er als Post-Doktorand an der Princeton University und 2002/03 am Computational Laboratory (Colab) der ETH Zürich. 2003 wurde er Assistenzprofessor an der Universität Basel und 2007 Lecturer und ein Jahr später Associate Professor an der University of Edinburgh. Bis zu seinem Tod 2021 war er ordentlicher Professor für Computational Mathematics und Numerical Analysis an der École polytechnique fédérale de Lausanne (EPFL).
Er befasste sich mit Modellierung und numerischer Simulation physikalischer Multi-Skalen Prozesse mit Anwendungen in Biologie, Chemie, Materialwissenschaften, Flüssen in porösen Medien und Medizin.
Er löste eine lange offene Vermutung von V. I. Lebedev über steife Differentialgleichungssysteme und entwickelte zu ihrer Lösung die sogenannten ROCK-Methoden (Orthogonal Runge-Kutta-Chebychev).
2009 erhielt er den James-H.-Wilkinson-Preis.

## Schriften
- Herausgeber mit Jacek Banasiak, Alain Damlamian, Mamadou Sango: Multiple scales problems in Biomathematics, Mechanics and Physics (= Gakuto International Series. Mathematical Sciences and Applications. Band 31). Gakkotosho, Tokio 2009, ISBN 978-4-7625-0456-3.